# Divinity (álbum de Noctem)
Divinity es el álbum debut de la banda española Noctem.

## Track list
1. "Atlas death" - 00:41
2. "In the path of Heleim" - 3:21
3. "Realms in decay" - 4:17
4. "The sanctuary" - 3:23
5. "The call of Orikalco's Horn" - 3:47
6. "Across Heracles Towards" - 4:29
7. "In the aeos of time" - 2:11
8. "Necropolys of Esthar's Ruins" - 4:47
9. "Divinity (Orchestral version)" -3:15
10. "Religious Plages" - 5:34
11. "Under seas of silence" - 5:10
12. Bonus Track: "Divinity" - 3:18

- Datos: Q5811600